# 莫·伊布拉欣

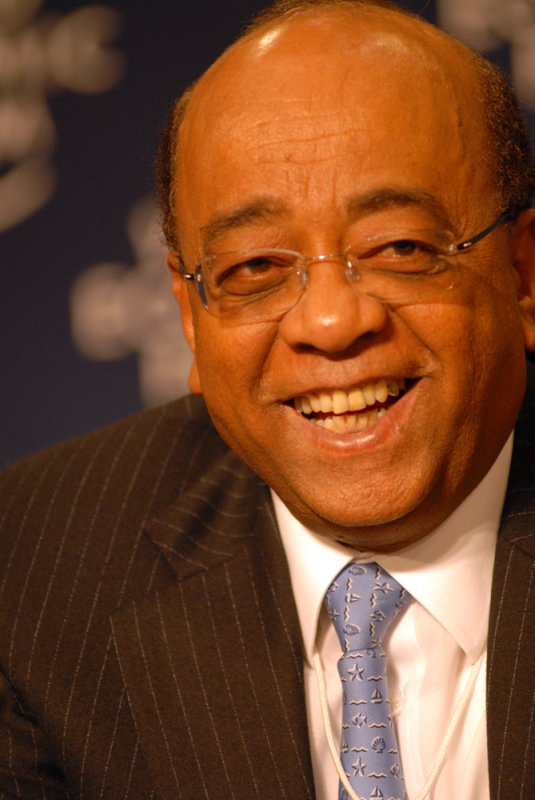

莫·伊布拉欣爵士，KCMG（Sir Mo Ibrahim，1946年－）是蘇丹裔英國企業家。埃及亚历山大大学畢業後前往英國留學，獲得布拉德福德大学電子工程學碩士及伯明翰大学行動通訊博士。他創立的品牌Celtel在非洲14個國家已賣出了2400萬隻以上的手機。他於2007年創立伊布拉欣獎。